# Salteras
Salteras is een gemeente in de Spaanse provincie Sevilla in de regio Andalusië met een oppervlakte van 58 km². In 2007 telde Salteras 4692 inwoners.

## Demografische ontwikkeling
Bron: INE, 1857-2011: volkstellingen